# Emma D'Arcy
Emma D'Arcy   (Enfield, 27 de juny de 1992) és una persona no-binària anglesa que actua d'intèrpret al cinema, televisió i teatre, que ha aparegut en produccions de televisió com Truth Seekers, Wanderlust i House of the Dragon.

## Primers anys
D'Arcy va assistir a la Ruskin School of Art, una escola d'art de la Universitat d'Oxford, estudiant Belles arts. Ha aparegut en diverses produccions teatrals, com Romeu i Julieta, The Games We Played i Les Bruixes de Salem al The Yard Theatre, i en produccions teatrals com Against a l'Almeida Theatre, A Girl in School Uniform (Walks into a Bar) al West Yorkshire Playhouse, Mrs. Dalloway and Callisto: A Queer Epic al Teatre Arcola i Pillowman a l'Oxford Playhouse.

## Carrera
A més d'aparéixer al teatre, també ha aparegut en diverses produccions de televisió, com Truth Seekers, una sèrie de comèdia de terror protagonitzada per Nick Frost per a Amazon Prime Video el 2020. També ha aparegut a la sèrie de la BBC One i de Netflix Wanderlust, que es va estrenar el 2018, així com la segona temporada de la sèrie d'Amazon Prime Video Hanna. També va aparéixer a la pel·lícula de comèdia dramàtica del 2020 Misbehavior dirigida per Philippa Lowthorpe.
D'Arcy protagonitza la sèrie d'HBO House of the Dragon, un spin-off de Game of Thrones, com a Rhaenyra Targaryen, que es va estrenar l'agost de 2022.

## Vida privada
D'Arcy és una persona no-binària i empra els pronoms «they/them» en anglès.